# Військовий трибун з консульською владою
Військовий трибу́н з консульської владою або консуля́рний трибун (лат. Tribunus militum consulari potestate) — одна з вищих римських магістратур .
Найчастіше магістратуру відносять до екстраординарних магістратур, однак питання досі залишається спірним. Консулярні трибуни були магістратами з імперієм, а обсяг їх повноважень нічим не поступався консульським. Консульський трибунат був введений спеціальним законом (лат. lex de tribunis militum consulari potestate creandis) 445 року до н. е., а перші трибуни були обрані в наступному, 444 році. Посада проіснувала до 367 року до н. е., коли була скасована за законами Ліцинія — Секстія. Протягом цього періоду відома 51 колегія військових трибунів з консульської владою.
Виникнення магістратури було викликано багатьма причинами — військовою необхідністю, суперництвом між патриціанськими родами, боротьбою патриціїв і плебеїв. Консулярні трибуни обиралися на центуріантних коміціях, після чого обрання підтверджувалося відповідним законом (лат. lex curiata de imperio, куріатний закон про імперії), прийнятий куріатною коміцією. Колегія обиралася на річний термін.
Характерною відмінністю консулярного трибуната була чисельна гнучкість — існувало від трьох до дев'яти місць трибунів. З плином часу кількість трибунів збільшувалася. Також особливістю (для ранньої Римської республіки) було те, що посаду вільно могли займати плебеї, і їх наявність була не таким вже рідкісним. Хоча норма про становий паритет відсутня, плебеї за весь час існування магістратури становили від 13 до 27 % її носіїв. Спочатку на посаду могли претендувати діючі військові трибуни, а пізніше й інші лідери, які могли бути названі колишніми військовими трибунами.
Велика частина діяльності консулярних трибунів була пов'язана з веденням війни, її підготовкою або запобіганням. Лише тринадцять років з відомих п'ятдесяти одного року можна назвати відносно мирними. Головними завданнями консулярних трибунів були відбиття зовнішньої агресії і пом'якшення станових внутрішньогромадянських конфліктів.
Застосування колегіальної екстраординарної магістратури мало як свої плюси, так і свої мінуси. До мінусів варто віднести колегіальне управління військами, що часто викликало негативні ефекти. Надалі це призвело до відмирання надзвичайних колегіальних магістратур для ведення воєн, викликавши зміцнення магістратури диктатора. У той же час колегіальність у цивільній сфері була закріплена в претурі, а позитивні підсумки участі плебеїв у консульському трибунаті привели до допуску плебеїв до консульської магістратури і закріпленню там станового паритету.